# Nothing Else Matters
Nothing Else Matters (в перекладі з англ. Все інше не важливо) — рок-балада американського треш-метал гурту Metallica, що вийшла 1991 року як третій сингл з їх однойменного п'ятого студійного альбому Metallica. У 1992 році пісня досягала 11 місця в чарті Hot Mainstream Rock Tracks.

## Структура
Структурно пісня складається зі вступу, основної частини, поділеної двома програшами та кінцівки. Основна частина складається з чотирьох куплетів і трьох приспівів між ними. Починається пісня з хвилинного вступу (0:00 — 1:00), виконуваного на електрогітарі на чистому звуці, після якого починається перший куплет.
Всі куплети у пісні складаються з одного — трьох чотиривіршів, повторюваних кілька разів. У кожному чотиривірші перші три рядки об'єднані римою односкладових слів (far — heart — are; way — way — say; you — new — view), останній же рядок у всіх трьох чотиривіршах однаковий — «And nothing else matters...». Перший куплет містить всі три чотиривірші, другий — тільки перший, третій — другий і третій, четвертий — перший зі злегка зміненою кінцівкою («No, nothing else matters»). Перші два приспіви абсолютно ідентичні, третій містить ще два рядки на початку, будучи, таким чином, з п'яти рядків, а не з трьох, як перші два. Рядки приспіву ідентично починаються («Never cared for...»), лише останній рядок («But I know») виділяється в цьому відношенні.
З початком першого куплета до гітари підключається ударна установка, що грає аж до початку четвертого куплета. Після другого приспіву починається перший програш (3:03 — 3:44), виконуваний на акустичній гітарі. Другий програш (4:55 — 5:23) грає соло-гітара, наприкінці (5:14) перестає грати ударна установка і знову вступає акустична гітара, що залишається до кінця пісні єдиним інструментом. У завершенні (5:45 — 6:28) знову грається тема вступу з поступовим затиханням.

## Текст
Текст пісні вважається ліричним, хоча не позбавлений і мотиву пізнання світу, властивого творчості Джеймса Гетфілда. Незважаючи на ліричність він не сприймається як зізнання в коханні, у ньому проступають певні цинічні особливості як в самих словах, так і в манері виконання, — ці мотиви проступали і в неодноразових переінакшеннях тексту іншими виконавцями, і навіть самим Гетфілдом: наприклад, в одному із записів він співає «Open legs» замість «Open mind» («Розсунемо ноги» замість «Розкрий розум»).

## Кавер-версії
Через популярність пісні та легкість виконання (у порівнянні з іншими піснями групи) на неї було зроблено велику кількість кавер-версій. Серед виконавців, які зробили кавер-версії, були:
- Apocalyptica — фінська група, яка виконує метал-музику на віолончелях (альбом Inquisition Symphony)
- String Quartet (Tribute to Metallica)
- Awaken[en] (Party in Lyceum’s Toilets[en])
- Die Krupps
- Девід Ґарретт
- Деклан Гелбрейт (You and Me[hu])
- Віденський хор хлопчиків
- Скотт Д. Девіс[en][2]
- Iron Horse[en]
- Savatage
- Джо Лінн Тьорнер (Metallic Attack: The Ultimate Tribute)
- Gregorian (Masters of Chant[en])
- Люсі Сільвас
- La Musique Populaire[en] (A Century of Song[en])
- Біф Нейкед[en] (Superbeautifulmonster[en])
- Angels of Venice[en]
- Staind
- Apoptygma Berzerk
- Джон Олива[en], Бол Белч, Леммі и Грегг Біссонетт[en] (Metallica Assault: A Tribute to Metallica)
- Solarisis (Overload 2: Tribute to Metallica)
- Марко Мазіні, італійська версія, названа E Chi Se Ne Frega (італ. Кому яке діло). При цьому використана оригінальна музика, але текст не є перекладом оригінальної англійської.
- Буготак — новосибірська група, яка виконала варіант пісні бурятською мовою
- Голландский діджей Zany[en] и MC DV8, версія в стилі hardstyle
- Bif Naked
- Співачка Шакіра виконала пісню на одному із своїх концертів[3]
- Deep Purple в дуеті з Kiss
- Lissie на альбомі каверів Covered Up With Flowers (2011)
- Vanilla Sky
- Майлі Сайрус виконала з гуртом на тридцятиріча альбому
- Український кавер гурт з Одеси Grandmas' Smuzi  записав кавер на You Tube

## Місця в чартах
| Країна          | Чарт                                          | Місце |
| --------------- | --------------------------------------------- | ----- |
| Австралія       | ARIA Charts                                   | 8     |
| Австрія         | Ö3 Austria Top 40                             | 6     |
| Велика Британія | UK Singles Chart                              | 6     |
| Греція          |                                               | 1     |
| Данія           |                                               | 23    |
| Нідерланди      | Dutch Top 40                                  | 4     |
| Норвегія        | VG-lista                                      | 3     |
| Швеція          | Sverigetopplistan                             | 8     |
| Швейцарія       | Swiss Music Charts                            | 5     |
| Фінляндія       |                                               | 9     |
| Франція         | Syndicat National de l'Édition Phonographique | 10    |